# バックドラフト (映画)
『バックドラフト』（Backdraft）は、1991年公開のアメリカ映画。消防士の兄弟を主役に、火災現場での活躍と葛藤、謎の放火犯の正体を追うスリラー。監督はロン・ハワード、主演にカート・ラッセルとウィリアム・ボールドウィン、また主要人物としてロバート・デ・ニーロ、ドナルド・サザーランド、スコット・グレンが出演する。火災現場の視覚効果をインダストリアル・ライト&マジックが務めた。
タイトルのバックドラフト（バックドラフト現象）とは火災現場において、特定条件下で爆発が起こる現象のことでストーリー上にも重要な用語として登場する。

## あらすじ
1971年のシカゴ。ブライアン少年は消防士の父デニスの現場出動に同行するが、父は同僚・アドコックスを庇いブライアンの目の前で殉職してしまう。呆然とするブライアンを写した写真はピュリッツァー賞に輝き、有名なものとなった。
20年後、ブライアンは兄・スティーブンと同じく、亡父の跡を継ぐかのようにシカゴ市消防局の消防士となった。消防士一筋の兄と違い、やりたい仕事が紆余曲折してからの転職だったが、配属先は希望していた楽な分署ではなく、よりにもよって兄が隊長を務め、過激な任務遂行ぶりで知られる第17分隊だった。そこには父の同僚だったアドコックスも現役で勤務していた。
その頃シカゴでは、バックドラフト現象を利用した連続放火殺人事件が発生していた。この事件の調査を担当するのは消防士として豊富な経験を持つが、変わり者扱いされているリムゲイル捜査官。ブライアンは元ガールフレンドのジェニーを通じ、彼女が秘書を務める市議会議員のスウェイザックからリムゲイルの助手をやらないかと誘われるがその申し出を断る。市長の座を狙うスウェイザックは消防署の合理化を進める議員の筆頭で、この合理化のせいで消防隊員が多数殉職していたため、消防隊員達から嫌われており、スティーブンも食って掛かる程だった。
ブライアンとスティーブンの仲は決して悪くなかったが、ブライアンは兄に対してずっとコンプレックスを抱えていた。スティーブンにとってブライアンはいつまでも放っておけない未熟な弟だが、ブライアンからすればいつまでも自分を一人前として認めてくれていないと感じていたのだ。一方のスティーブンも、妻ヘレンと一人息子と別居し、私生活上の悩みを抱えていた。 「自分は兄に劣っていない」と信じながら、兄が指揮する分隊で訓練や任務に励み、消防士としての日々を重ねるブライアン。しかしある日の火災現場で、激しい火の手に圧倒された自分の目の前で、スティーブンが躊躇せず炎に突入して子供を救助する。ブライアンは消防士として兄との能力差を痛感し敗北感に落ち込む。スティーブンには励まされるが、自信を失ったブライアンは現場勤務を辞め、ジェニーから紹介された火災捜査官助手の職に移ることを決断する。
無愛想な上司リムゲイルのもと、ブライアンは炎の本質を学んでいく。一方ブライアンが去った17分隊では、連続放火事件の新たな現場でブライアンと訓練校時代からの同期であるティムが爆発に巻き込まれ、一命を取り止めるが重傷を負う。そしてリムゲイルとブライアンはバックドラフト現象による火災事件を丹念に調べていく中で、殺された被害者たちはいずれも消防署の合理化を進めるスウェイザックと関わりがあり、自分達に資金が流れるように違法な手段を採っていた可能性を掴む。二人がスウェイザックを問い質すために彼の自宅を訪ねると、その時ちょうどスウェイザックの命を狙って放火を仕掛けようとする覆面姿の犯人と鉢合わせしてしまう。殴打され昏倒していたスウェイザックの命は救えたものの、犯人に逃げられ、ガス栓とコンセントプラグの漏電を利用した爆発は防げなかった。さらにリムゲイルは負傷して捜査からの一時離脱を余儀なくされる。
1人で捜査を続行するブライアンだが、服役中の放火常習犯ロナルドからの助言や、放火現場で採取された可燃性の化学物質などの証拠から推論を進める。一連の事件で命を狙われたのはいずれも消防隊員に恨まれているスウェイザックの関係者であり、犯人は火に詳しいのは当然として、最近では爆破のあとで更なる被害が広まらないよう、ひとりでに鎮火する細工までなされている事などから、現場の消防士が犯人という可能性が高くなる。そしてブライアンはスティーブンが寝泊まりしているボートを訪ね、そこに現場で見つかったものと同じ化学物質が入った容器を発見するのであった。
スティーブンを怪しんだブライアンが更なる証拠を探そうと分署に行くと、シャワー室から出てきたアドコックスの背中に新しい火傷の痕を発見。それはスウェイザック邸でブライアンと格闘した犯人が、コンセントプラグに触れて電撃傷を負ったのと同じ場所だった。そこに現れたスティーブンもブライアンに対し、数日前にボートの塗装を手伝いに来たアドコックスが化学物質を残していったのではないかと疑念を語るが、そのさなか化学薬品工場の大規模火災発生を告げるサイレンが鳴り響く。スティーブンはすぐさま出動に向かうが、今の会話をアドコックスに聞かれていた事を知ったブライアンは、アドコックスと同じ17分隊の消防車で現場に急行していくスティーブンの身を案じ、第二陣の46分隊とともに現場へ急行する。
現場ではすでにスティーブンとアドコックスが口論を交わしていた。アドコックスは私腹を肥やすために現場の隊員達を犠牲にした議員達が許せなかったのだ。激しい火勢に建物が崩落しかけ、一旦は散り散りになるものの、なんとか合流して脱出を図るスティーブンとブライアン。そこへ、自分を犯人だと知られてしまったアドコックスが、この大規模火災に乗じて2人を殺そうと襲いかかってくる。しかしアドコックスもまた、消防士として仲間を殺せるはずがなく葛藤する。そんな3人をさらなる爆発と炎が襲い、スティーブンは足場から落ちそうになったアドコックスの手をつかむ。しかし足場が崩れてしまい、アドコックスは炎の中へ転落し、スティーブンも重傷を負う。他の消防隊員たちが自分たちを発見してはくれたものの、激しい爆発にさらされて消火ホースを手放してしまう。ブライアンは意を決して単身、激しい炎の中に突入し、暴れ狂う消火ホースを押さえつけると周りの炎に放水。他の消防隊員たちがスティーブンの元へ辿り着けるように放水で援護する。その姿は兄スティーブンの眼に頼もしく立派な1人前の消防士に映るのであった。
スティーブンはどうにか屋内から救助されたものの、病院へ急ぐ救急車の中でブライアンの呼びかけ空しく息を引き取ってしまう。スティーブンはブライアンに、アドコックスの犯行を秘密にするよう言い遺すのだった。
殉職したスティーブンとアドコックスを見送る消防葬が盛大に営まれたあと、ブライアンは退院したリムゲイルとともに、マスコミの面前でスウェイザックに違法行為の証拠を突きつける。そしてこの一連の事件に終止符が打たれるとブライアンは再び17分隊に消防隊員として復帰し、新入りの面倒をみるまでに成長していくのであった。

## 登場人物
ブライアン・マカフレイ
本作の主人公。スティーブンの弟。アイルランド系。学校を卒業したての新米消防士。以前にも消防士になろうとしていたが挫折し、他の職業を転々とした後に再び消防士を志した。
スティーブン・マカフレイ
ブライアンの兄。第17分隊隊長。父親の資質を継いでおり、炎を読む感覚が優れている。
ドナルド・リムゲイル
元は消防隊員だったが、第一線を退き、現在は放火犯罪調査官の立場にいる。
ジョン・アドコックス
デニスの部下だった消防士で、現在も現役。
ティム・クリズミンスキー
ブライアンの養成学校からの同期消防隊員。
ヘレン・マカフレイ
スティーブンの元妻。
ジェニファー・ヴァイトクス
ブライアンの昔の恋人で、現在はスウェイザク議員の秘書。
マーティン・スウェイザク
市議会議員。財政合理化のため消防にかかる予算を削減しており、現場の消防士からの怒りを買っている。ファミリーネームから推測できるようにイングランド系らしく、アイルランド系が多い消防隊員達と折り合いが良くない。
ロナルド・バーテル
服役中の連続放火魔。デニスが殉職した火災も彼が起こしたものだった。
デニス・マカフレイ
消防士。スティーブンとブライアンの父。

## キャスト
| 役名                                          | 俳優                           | 日本語吹替                   | 日本語吹替                                                                         | 日本語吹替                                                            | 日本語吹替 |
| 役名                                          | 俳優                           | ソフト版                     | フジテレビ版                                                                       | テレビ朝日版                                                          | 機内上映版 |
| --------------------------------------------- | ------------------------------ | ---------------------------- | ---------------------------------------------------------------------------------- | --------------------------------------------------------------------- | ---------- |
| スティーブン・マカフレイ / デニス・マカフレイ | カート・ラッセル               | 石丸博也                     | 谷口節                                                                             | 山路和弘                                                              | 原康義     |
| ブライアン・マカフレイ                        | ウィリアム・ボールドウィン     | 関俊彦                       | 堀内賢雄                                                                           | 井上和彦                                                              |            |
| ドナルド・リムゲイル                          | ロバート・デ・ニーロ           | 小林清志                     | 羽佐間道夫                                                                         | 小川真司                                                              |            |
| ロナルド・バーテル                            | ドナルド・サザーランド         | 池田勝                       | 富田耕生                                                                           | 宮部昭夫                                                              |            |
| ジェニファー・ヴァイトクス                    | ジェニファー・ジェイソン・リー | 井上喜久子                   | 鈴鹿千春                                                                           | 藤井佳代子                                                            |            |
| ジョン・アドコックス                          | スコット・グレン               | 納谷六朗                     | 青野武                                                                             | 田中信夫                                                              |            |
| ヘレン・マカフレイ                            | レベッカ・デモーネイ           | 深見梨加                     | 高島雅羅                                                                           | 岡本茉利                                                              |            |
| ティム・クリズミンスキー                      | ジェイソン・ゲドリック         | 高宮俊介                     | 成田剣                                                                             | 宮本充                                                                |            |
| マーティン・スウェイザク                      | J・T・ウォルシュ               | 宮田光                       | 仁内建之                                                                           | 仲野裕                                                                |            |
| グリンドル                                    | セドリック・ヤング             | 亀井三郎                     | 島香裕                                                                             | 秋元羊介                                                              |            |
| レイ・サントス                                | ファン・ラミレス               | 牛山茂                       | 大滝進矢                                                                           | 牛山茂                                                                |            |
| ナイチンゲール                                | ケヴィン・ケイシー             | 稲葉実                       | 中田和宏                                                                           | 田中正彦                                                              |            |
| シュミット                                    | ジャック・マクギー             | 安西正弘                     | 増岡弘                                                                             | 嶋崎伸夫                                                              |            |
| ペンジェリー                                  | マーク・ウィーラー             | 大山高男                     | 西村知道                                                                           | 有本欽隆                                                              |            |
| ワシントン                                    | リチャード・レキシー           | 梅津秀行                     | 松本保典                                                                           | 後藤哲夫                                                              |            |
| 病理医                                        | クリント・ハワード             | 稲葉実                       | 広瀬正志                                                                           | 登場シーンカット                                                      |            |
| 看護婦                                        | イルマ・P・ホール              |                              |                                                                                    | 登場シーンカット                                                      |            |
| その他                                        | N/A                            | さとうあい 秋元千賀子 折笠愛 | 鈴木れい子 麻丘夏未 高乃麗 幹本雄之 喜多川拓郎 小野英昭 高宮俊介 亀井芳子 沢海陽子 | 斎藤志郎 佐々木敏 咲野俊介 矢野陽子 加瀬康之 紗ゆり 市村浩佑 植田真介 |            |
| 日本語版スタッフ                              |                                |                              |                                                                                    |                                                                       |            |
| 演出                                          | 演出                           | 小林守夫                     | 岡本知                                                                             | 壷井正                                                                |            |
| 翻訳                                          | 翻訳                           | 岩佐幸子                     | 鈴木導                                                                             | 平田勝茂                                                              |            |
| 調整                                          | 調整                           |                              | 高橋久義                                                                           | 飯塚秀保                                                              |            |
| 効果                                          | 効果                           |                              |                                                                                    | VOX                                                                   |            |
| 担当                                          |                                |                              |                                                                                    |                                                                       |            |
| プロデューサー                                | プロデューサー                 |                              |                                                                                    | 圓井一夫                                                              |            |
| 制作                                          | 制作                           | 東北新社                     | グロービジョン                                                                     | グロービジョン                                                        |            |
| 初回放送                                      | 初回放送                       | N/A                          | 1995年4月8日 『ゴールデン洋画劇場』                                                | 1996年5月5日 『日曜洋画劇場』                                         | N/A        |

## 地上波放送履歴
| 回数  | テレビ局   | 番組名             | 放送日        | 吹替版       |
| ----- | ---------- | ------------------ | ------------- | ------------ |
| 初回  | フジテレビ | ゴールデン洋画劇場 | 1995年4月8日  | フジテレビ版 |
| 2回目 | テレビ朝日 | 日曜洋画劇場       | 1996年5月5日  | テレビ朝日版 |
| 3回目 | フジテレビ | ゴールデン洋画劇場 | 1997年12月6日 | フジテレビ版 |
| 4回目 | テレビ東京 | 木曜洋画劇場       | 2001年3月29日 | テレビ朝日版 |
| 5回目 | テレビ東京 | 午後のロードショー | 2006年1月11日 | テレビ朝日版 |
| 6回目 | テレビ東京 | 午後のロードショー | 2020年9月15日 | ソフト版     |

## 製作

### キャスティング
ブライアン・マカフレイ役は、トム・クルーズ、ジョニー・デップ、マット・ディロン、ヴァル・キルマーら当時人気のあった若手俳優に声が掛けられたが断られた。またキアヌ・リーブス、ロバート・ダウニー・ジュニアや無名時代のブラッド・ピットもスクリーンテストを受けていたが採用には至らなかった。アレック・ボールドウィンにもオファーが掛かっており、アレックは脚本を弟のウィリアムに見せてウィリアムに決定した。
デニス・クエイドはスティーブン・マカフレイ役のオファーを受けたが断った。ちなみに、後に『オーロラの彼方へ』（2000年）で消防士の役を演じている。
ウィリアム・ボールドウィンは同時期にリドリー・スコット監督の『テルマ＆ルイーズ』（1991年）に出演する予定だったが、『バックドラフト』の脚本を読み、「この役は絶対に自分が演じたい」と強く熱望し、『テルマ&ルイーズ』を降板した。なお、『テルマ&ルイーズ』でウィリアムが演じるはずだったJ.D.役はブラッド・ピットが務めた。
スティーヴン役のカート・ラッセルはトニー・スコット監督の『デイズ・オブ・サンダー』（1990年）への出演依頼を受けた際にブライアン役をオファーされていたトム・クルーズから本作の話を聞き、『デイズ・オブ・サンダー』には出演せず本作に出演した。なお、カート・ラッセルが演じる予定だった役はマイケル・ルーカーが演じた。

## 評価
レビュー・アグリゲーターのRotten Tomatoesでは61件のレビューで支持率は75%、平均点は6.20/10となった。Metacriticでは12件のレビューを基に加重平均値が38/100となった。

## 余談
- スウェイザクが船上のパーティーで初めて会う客に知り合いを装って挨拶しながら「あれは誰だ」と秘書のジェニファーに訊ね、ジェニファーが答えたのはラリー・デュウェイ、本作のプロデューサーの名前である。
- ブルーレイには、ブライアンが捜査官助手をクビになるエピソードなどを含む、43分に及ぶ未公開シーンが収録されている。

## アトラクション
ユニバーサル・スタジオ・ジャパンのサンフランシスコ・エリアにある同作に基づいたアトラクション。1992年から2010年まではユニバーサル・スタジオ・ハリウッドにも存在していた。